# Israel i olympiska vinterspelen 2006
Israel deltog med fem deltagare vid de olympiska vinterspelen 2006 i Turin. Ingen av landets deltagare erövrade någon medalj.

## Alpin skidåkning
- Mikail Renzhin

## Konståkning
- Alexandra Zaretski
- Roman Zaretski
- Sergey Sakhnovsky
- Galit Chait